# Дистопија
Дистопија (од грчког δυσ- и τόπος, алтернативно, какотопија, или антиутопија) је фикционо друштво које представља антитезу утопије. Обично га карактерише угњетавајућа друштвена контрола, као код ауторитарних или тоталитарних влада.

## Објашњења
Неки академски кругови разликују антиутопију и дистопију. Дистопија је замишљен свет где су доведене до максимума лоше стране данашње цивилизације.

## Дистопија у књижевности
Као у Орвеловој Осамдесет четвртој и Хакслијевом Врлом новом свету, дистопија не претендује да буде добра, док се антиутопија представља као утопија, или је планирана као таква, али је из неког разлога утопијски свет уништен или искренут. Роман Ми један је од првих дистопијских романа у светској књижевности написан 1920. године, а први пут издат 1924. године.